# Silencing the Singing
Silencing the Singing – minialbum norweskiego zespołu muzycznego Ulver wydany 4 grudnia 2001 roku przez niezależną wytwórnię płytową Jester Records.

## Lista utworów
1. „Darling Didn’t We Kill You? (Resurrected from the PC Session)” – 8:52
2. „Speak Dead Speaker” – 9:33
3. „Not Saved” – 10:29

## Twórcy
- Kristoffer „Trickster G.” Rygg – instrumenty klawiszowe
- Tore Ylwizaker – instrumenty klawiszowe